# Spencer (Tennessee)
Spencer is een plaats (town) in de Amerikaanse staat Tennessee, en valt bestuurlijk gezien onder Van Buren County.

## Demografie
Bij de volkstelling in 2000 werd het aantal inwoners vastgesteld op 1713.
In 2006 is het aantal inwoners door het United States Census Bureau geschat op 1687, een daling van 26 (-1,5%).

## Geografie
Volgens het United States Census Bureau beslaat de plaats een oppervlakte van
17,7 km², geheel bestaande uit land. Spencer ligt op ongeveer 525 m boven zeeniveau.

## Plaatsen in de nabije omgeving
De onderstaande figuur toont nabijgelegen plaatsen in een straal van 36 km rond Spencer.